# Ангарский государственный технический университет
Ангарский государственный технический университет — высшее учебное заведение в Ангарске, основанное в 1952 году для подготовки инженерно-технических кадров.

## История
В 1952 году Приказом Министра высшего и среднего специального образования РСФСР на базе Ангарского индустриального техникума был создан Учебно-консультационный пункт при Всесоюзном заочном политехническом институте. 1 декабря 1960 года Приказом Министра высшего и среднего специального образования РСФСР на базе Учебно-консультационного пункта был создан Ангарский вечерний факультет при Иркутском политехническом институте, для подготовки инженерно-технических кадров в области приборостроения, энергетики, нефтехимии и строительства. В структуре факультета было создано два отделения: дневное и вечернее. К 1964 году на факультете обучалось около 600 студентов. В 1964 учебном году из факультета было выпущено 89 инженеров по пяти специальностям: «Промышленное и гражданское строительство», «Химическая технология переработки нефти», «Технология машиностроения», «Электрические станции» и «Электроснабжение промышленных предприятий и городов»
.
В 1965 году Постановлением СМ РСФСР Ангарский вечерний факультет был преобразован в Ангарский филиал Иркутского политехнического института (АФ ИПИ). В структуру филиала было создано три факультета: химико-технологический, строительных дисциплин и общетехнической подготовки и энергетический и двенадцать общеобразовательных и выпускающих кафедр. В 1966 году в филиале обучалось 2556 студента, из которых на дневном отделении обучалось — 418 человек, а на вечернем отделении обучалось — 2138 человека. Выпущено 1274 инженера по вечерней форме обучения по двенадцати специальностям энергетического, строительного, механического и химико-технологического профилей. С 1952 по 1985 год профессорско-преподавательский состав учебного заведения вырос в десятки раз: с семи преподавателей в 1952 году, в 1960 году их было уде двадцать пять, к 1970 году — 74, к 1985 году — 112 педагогов, из которых 28 имели учёные степени и учёные звания.
В 1987 году Приказом Министра высшего и среднего специального образования РСФСР Ангарский филиал был преобразован в Ангарский завод-втуз при производственном объединении «Ангарскнефтеоргсинтез» — филиал Иркутского политехнического института, этот завод-втуз являлся первым в Восточной Сибири и десятым в Советском Союзе. К 1987 году в учебном заведении обучалось более 2000 студентов, в составе вуза имелось 138 преподавателей, из которых 20 являлись докторами и кандидатами наук. 15 июля 1991 года распоряжением Совета Министров РСФСР № 770-р и приказом Государственного комитета РСФСР по делам науки и высшей школы № 703 Ангарский завод-втуз при объединении «Ангарскнефтеоргсинтез» — филиал Иркутского политехнического института был преобразован в Ангарский технологический институт (завод-втуз), первым ректором которого был назначен В. Я. Бадеников.
В 1991 году подготовка специалистов осуществлялась по восьми направлениям. С 1991 по 1996 год в составе института были созданы три новые кафедры: «Электроснабжения промышленных предприятий», «Экономика, маркетинг и психология
управления» и «Охрана окружающей среды и рациональное использование природных ресурсов».
25 декабря 1997 года Приказом Министерства общего и профессионального образования Российской Федерации № 2642 Ангарский технологический институт (завод-втуз) был переименован в Ангарский государственный технологический институт. В структуре института был создан ещё один факультет: управления
и бизнеса. 31 октября 2000 года приказом Министерства образования Российской Федерации № 3148 Ангарский государственный технологический институт был переименован в Ангарскую государственную техническую академию. В академии обучалось около 5 000 человек. В академии был создан Совет по защите кандидатских и докторских диссертаций. В 2007 году в состав академии был включён Ангарский филиал НИИ биофизики, в результате чего началась подготовка специалистов по медико-биологическому направлению фундаментальной и прикладной науки. 21 октября 2015 года Приказом Министерства образования и науки Российской Федерации № 1190 Ангарская государственная техническая академия п была переименована в Ангарский государственный технический университет, структура университета включает три факультета и шестнадцать кафедр. В университете учится около 3074 студента.

## Структура

### Факультеты
- Факультет технической кибернетики
- Факультет управления и бизнеса
- Технологический факультет

### Кафедры
- Кафедра промышленная электроника и информационно-измерительная техника
- Кафедра экология и безопасность деятельности человека
- Кафедра экономика, маркетинг и психология управления
- Кафедра Автоматизация технологических процессов
- Кафедра машины и аппараты химических производств
- Кафедра промышленное и гражданское строительство
- Кафедра технология электрохимических производств
- Кафедра электроснабжение промышленных предприятий
- Кафедра управление на автомобильном транспорте
- Кафедра вычислительные машины и комплексы
- Кафедра химическая технология топлива
- Кафедра физико-математических наук
- Кафедра общественных наук
- Кафедра иностранных языков
- Кафедра физвоспитания
- Кафедра химии[6]

## Руководство
- Бадеников, Виктор Яковлевич (1987—2007)
- Бадеников, Артём Викторович (с 2007)